# Persone di nome Kyle
| Questa pagina contiene informazioni ricavate automaticamente dalle voci biografiche con l'ausilio del template Bio e di un bot. L'aggiornamento è periodico e automatico e ricostruisce completamente la pagina. Se manca una persona in questa lista, sei pregato di non aggiungerla, ma accertati piuttosto che la sua voce biografica contenga il template Bio e che i dati anagrafici siano correttamente compilati. Se il template Bio manca, inseriscilo tu stesso o, in alternativa, metti l'avviso {{tmp\|Bio}} che ne segnala la mancanza. Se i dati riportati sono sbagliati, correggi direttamente la voce biografica; le modifiche saranno visibili in questa lista entro pochi giorni. Per chiarimenti vedi il progetto antroponimi. La lista contiene solo le 168 persone che sono citate nell'enciclopedia e per le quali è stato implementato correttamente il template Bio. Pagina aggiornata al 16 ott 2024. |

Questa è una lista di persone presenti nell'enciclopedia che hanno il prenome Kyle, suddivise per attività principale.

## Allenatori di calcio(1)
- Kyle Lightbourne, allenatore di calcio, crickettista e ex calciatore britannico (Hamilton, n. 1968)

## Allenatori di football americano(1)
- Kyle Shanahan, allenatore di football americano statunitense (Minneapolis, n. 1979)

## Allenatori di pallacanestro(2)
- Kyle Bailey, allenatore di pallacanestro e ex cestista statunitense (Fairbanks, n. 1982)
- Kyle Landry, allenatore di pallacanestro e ex cestista canadese (Calgary, n. 1986)

## Animatori(1)
- Kyle Balda, animatore e regista statunitense (Tucson, n. 1971)

## Attori(20)
- Kyle Allen, attore statunitense (Livermore, n. 1994)
- Kyle Bornheimer, attore statunitense (Mishawaka, n. 1975)
- Kyle Harrison Breitkopf, attore canadese (Ontario, n. 2005)
- Kyle Catlett, attore statunitense (Morristown, n. 2002)
- Kyle Chandler, attore statunitense (Buffalo, n. 1965)
- Kyle Gallner, attore statunitense (Filadelfia, n. 1986)
- Kyle Harris, attore statunitense (Irvine, n. 1986)
- Kyle T. Heffner, attore statunitense (Chicago, n. 1957)
- Kyle Howard, attore statunitense (Loveland, n. 1978)
- Kyle Jean-Baptiste, attore e cantante statunitense (New York, n. 1993 - New York, † 2015)
- Kyle Kaplan, attore statunitense (Los Angeles, n. 1990)
- Kyle Lowder, attore e cantante lirico statunitense (Saint Louis, n. 1980)
- Kyle MacLachlan, attore statunitense (Yakima, n. 1959)
- Kyle Massey, attore statunitense (Atlanta, n. 1991)
- Kyle Dean Massey, attore e cantante statunitense (Jonesboro, n. 1981)
- Kyle Scatliffe, attore statunitense (Washington, n. 1986)
- Kyle Schmid, attore canadese (Ontario, n. 1984)
- Kyle Secor, attore statunitense (Tacoma, n. 1957)
- Kyle Soller, attore statunitense (Bridgeport, n. 1983)
- Kyle Switzer, attore canadese (Ottawa, n. 1985)

## Attrici(1)
- Kyle Richards, attrice statunitense (Los Angeles, n. 1969)

## Bassisti(1)
- Kyle Eastwood, bassista e attore statunitense (Los Angeles, n. 1968)

## Calciatori(24)
- Kyle Bartley, calciatore inglese (Manchester, n. 1991)
- Kyle Beckerman, ex calciatore statunitense (Crofton, n. 1982)
- Kyle Bekker, calciatore canadese (Oakville, n. 1990)
- Kyle Casciaro, calciatore gibilterriano (Gibilterra, n. 1987)
- Kyle Duncan, calciatore statunitense (Brooklyn, n. 1997)
- Kyle Ebecilio, calciatore olandese (Rotterdam, n. 1994)
- Kyle Edwards, calciatore sanvincentino (n. 1997)
- Kyle Edwards, calciatore inglese (Dudley, n. 1998)
- Kyle Hiebert, calciatore canadese (Winnipeg, n. 1997)
- Kyle Hutton, calciatore scozzese (Cambuslang, n. 1991)
- Kyle Kelly, calciatore nevisiano (Northampton, n. 2005)
- Kyle Lafferty, calciatore nordirlandese (Enniskillen, n. 1987)
- Kyle Magennis, calciatore scozzese (Glasgow, n. 1998)
- Kyle Martino, ex calciatore statunitense (Atlanta, n. 1981)
- Kyle McAllister, calciatore scozzese (Paisley, n. 1999)
- Kyle McFadzean, calciatore inglese (Sheffield, n. 1987)
- Kyle Nakazawa, calciatore statunitense (Torrance, n. 1988)
- Kyle Naughton, calciatore inglese (Sheffield, n. 1988)
- Kyle Porter, calciatore canadese (Toronto, n. 1990)
- Kyle Smith, calciatore statunitense (Cincinnati, n. 1992)
- Kyle Vassell, calciatore inglese (Milton Keynes, n. 1993)
- Kyle Veris, ex calciatore statunitense (Washington, n. 1983)
- Kyle Walker, calciatore inglese (Sheffield, n. 1990)
- Kyle Walker-Peters, calciatore inglese (Londra, n. 1997)

## Canottieri(1)
- Kyle Hamilton, canottiere canadese (Richmond, n. 1976)

## Cestisti(34)
- Kyle Adnam, cestista australiano (Melbourne, n. 1993)
- Kyle Alexander, cestista canadese (Scarborough, n. 1996)
- Kyle Allman, cestista statunitense (Queens, n. 1997)
- Kyle Anderson, cestista statunitense (New York, n. 1993)
- Kyle Austin, cestista statunitense (Pasadena, n. 1988)
- Kyle Casey, ex cestista statunitense (Medway, n. 1990)
- Kyle Collinsworth, cestista statunitense (Provo, n. 1991)
- Kyle Fogg, cestista statunitense (Brea, n. 1990)
- Kyle Foster, cestista statunitense (Hampton, n. 1998)
- Kyle Gibson, cestista statunitense (Los Angeles, n. 1987)
- Kyle Goldcamp, ex cestista e allenatore di pallacanestro statunitense (Pittsburgh, n. 1986)
- Kyle Guy, ex cestista e allenatore di pallacanestro statunitense (Indianapolis, n. 1997)
- Kyle Hill, ex cestista statunitense (Chicago, n. 1979)
- Kyle Hines, ex cestista statunitense (Sicklerville, n. 1986)
- Kyle Hunt, cestista statunitense (Queens, n. 1989)
- Kyle Johnson, cestista canadese (Scarborough, n. 1988)
- Kyle Julius, ex cestista e allenatore di pallacanestro canadese (Thunder Bay, n. 1979)
- Kyle Korver, ex cestista statunitense (Paramount, n. 1981)
- Kyle Kuric, cestista statunitense (Evansville, n. 1989)
- Kyle Kuzma, cestista statunitense (Flint, n. 1995)
- Kyle Lowry, cestista statunitense (Filadelfia, n. 1986)
- Kyle Macy, ex cestista, allenatore di pallacanestro e dirigente sportivo statunitense (Fort Wayne, n. 1957)
- Kyle McAlarney, ex cestista e allenatore di pallacanestro statunitense (Staten Island, n. 1987)
- Kyle Milling, ex cestista e allenatore di pallacanestro statunitense (Elmhurst, n. 1974)
- Kyle O'Quinn, cestista statunitense (Queens, n. 1990)
- Kyle Randall, ex cestista statunitense (Youngstown, n. 1991)
- Kyle Shiloh, ex cestista statunitense (Bakersfield, n. 1985)
- Kyle Singler, ex cestista statunitense (Medford, n. 1988)
- Kyle Spain, cestista statunitense (Newark, n. 1987)
- Kyle Vinales, cestista statunitense (Detroit, n. 1992)
- Kyle Visser, ex cestista statunitense (Grand Rapids, n. 1985)
- Kyle Weaver, ex cestista statunitense (Janesville, n. 1986)
- Kyle Weems, cestista statunitense (Topeka, n. 1989)
- Kyle Wiltjer, cestista statunitense (Portland, n. 1992)

## Chitarristi(1)
- Kyle Gass, chitarrista e attore statunitense (Walnut Creek, n. 1960)

## Ciclisti su strada(1)
- Kyle Murphy, ciclista su strada statunitense (Palo Alto, n. 1991)

## Comici(2)
- Kyle Kinane, comico e attore statunitense (Addison, n. 1976)
- Kyle Mooney, comico e attore statunitense (San Diego, n. 1984)

## Doppiatori(2)
- Kyle Hebert, doppiatore statunitense (Lake Charles, n. 1969)
- Kyle McCarley, doppiatore statunitense (Chicago, n. 1985)

## Fondisti(1)
- Kyle Bratrud, ex fondista statunitense (n. 1993)

## Fumettisti(1)
- Kyle Hotz, fumettista statunitense

## Ginnasti(1)
- Kyle Shewfelt, ex ginnasta canadese (Calgary, n. 1982)

## Giocatori di baseball(6)
- Kyle Farnsworth, ex giocatore di baseball e giocatore di football americano statunitense (Wichita, n. 1976)
- Kyle Freeland, giocatore di baseball statunitense (Denver, n. 1993)
- Kyle Hendricks, giocatore di baseball statunitense (Newport Beach, n. 1989)
- Kyle Schwarber, giocatore di baseball statunitense (Middletown, n. 1993)
- Kyle Seager, ex giocatore di baseball statunitense (Charlotte, n. 1987)
- Kyle Tucker, giocatore di baseball statunitense (Tampa, n. 1997)

## Giocatori di football americano(31)
- Kyle Allen, giocatore di football americano statunitense (Scottsdale, n. 1996)
- Kyle Arrington, giocatore di football americano statunitense (Accokeek, n. 1986)
- Kyle Boller, ex giocatore di football americano statunitense (Burbank, n. 1981)
- Kyle Brady, ex giocatore di football americano statunitense (Camp Hill, n. 1972)
- Kyle Callahan, ex giocatore di football americano e allenatore di football americano statunitense (n. 1986)
- K.J. Carta-Samuels, giocatore di football americano statunitense (Saratoga, n. 1995)
- Kyle Dugger, giocatore di football americano statunitense (Decatur, n. 1996)
- Kyle Emanuel, giocatore di football americano statunitense (Schuyler, n. 1991)
- Kyle Fuller, giocatore di football americano statunitense (Baltimora, n. 1992)
- Kyle Fuller, giocatore di football americano statunitense (Duncanville, n. 1994)
- Kyle Hamilton, giocatore di football americano statunitense (Candia, n. 2001)
- Kyle Juszczyk, giocatore di football americano statunitense (Medina, n. 1991)
- Kyle Kitchens, giocatore di football americano statunitense (Decatur, n. 1996)
- Kyle Long, giocatore di football americano statunitense (Ivy, n. 1988)
- Kyle Love, ex giocatore di football americano statunitense (Seul, n. 1986)
- Kyle Nelson, giocatore di football americano statunitense (Norman, n. 1986)
- Kyle Newhall-Caballero, ex giocatore di football americano statunitense (n. 1988)
- Kyle Orton, ex giocatore di football americano statunitense (Altoona, n. 1982)
- Kyle Peko, giocatore di football americano statunitense (La Habra, n. 1993)
- Kyle Philips, giocatore di football americano statunitense (Las Vegas, n. 1999)
- Kyle Pitts, giocatore di football americano statunitense (Filadelfia, n. 2000)
- Kyle Rudolph, ex giocatore di football americano statunitense (Cincinnati, n. 1989)
- Kyle Sloter, giocatore di football americano statunitense (Atlanta, n. 1994)
- Kyle Sweet, ex giocatore di football americano statunitense (Dove Canyon, n. 1996)
- Kyle Trask, giocatore di football americano statunitense (Manvel, n. 1998)
- Kyle Turley, ex giocatore di football americano statunitense (Provo, n. 1975)
- Kyle Van Noy, giocatore di football americano statunitense (Reno, n. 1991)
- Kyle Wilber, giocatore di football americano statunitense (Apopka, n. 1989)
- Kyle Williams, giocatore di football americano statunitense (San José, n. 1988)
- Kyle Williams, ex giocatore di football americano statunitense (Ruston, n. 1983)
- Kyle Wilson, giocatore di football americano statunitense (Piscataway, n. 1987)

## Hockeisti su ghiaccio(3)
- Kyle Calder, ex hockeista su ghiaccio canadese (Mannville, n. 1979)
- Kyle Connor, hockeista su ghiaccio statunitense (Clinton Township, n. 1996)
- Kyle Okposo, hockeista su ghiaccio statunitense (Saint Paul, n. 1988)

## Judoka(1)
- Kyle Reyes, judoka canadese (n. 1993)

## Lottatori(2)
- Kyle Dake, lottatore statunitense (Ithaca, n. 1991)
- Kyle Snyder, lottatore statunitense (Maryland, n. 1995)

## Modelli(1)
- Gemelli Carlson, modello statunitense (Stillwater, n. 1978)

## Multiplisti(1)
- Kyle Garland, multiplista statunitense (Fort Washington, n. 2000)

## Nuotatori(3)
- Kyle Chalmers, nuotatore australiano (Port Lincoln, n. 1998)
- Kyle Miller, ex nuotatore statunitense
- Kyle Stolk, ex nuotatore sudafricano (Edenvale, n. 1996)

## Pallavolisti(4)
- Kyle Caldwell, ex pallavolista statunitense (Newport Beach, n. 1990)
- Kyle Dagostino, pallavolista statunitense (Tampa, n. 1995)
- Kyle Ensing, pallavolista statunitense (Santa Clarita, n. 1997)
- Kyle Russell, pallavolista statunitense (Sacramento, n. 1993)

## Pesisti(1)
- Kyle Blignaut, pesista sudafricano (n. 1999)

## Piloti automobilistici(3)
- Kyle Busch, pilota automobilistico statunitense (Las Vegas, n. 1985)
- Kyle Larson, pilota automobilistico statunitense (Elk Grove, n. 1992)
- Kyle Kirkwood, pilota automobilistico statunitense (Jupiter, n. 1998)

## Piloti motociclistici(1)
- Kyle Smith, pilota motociclistico britannico (Huddersfield, n. 1991)

## Politici(1)
- Mark Takai, politico statunitense (Honolulu, n. 1967 - Honolulu, † 2016)

## Rapper(1)
- Kyle, rapper e attore statunitense (Los Angeles, n. 1993)

## Registi(2)
- Kyle Patrick Alvarez, regista, sceneggiatore e produttore cinematografico statunitense (Miami, n. 1983)
- Kyle Schickner, regista, produttore cinematografico e sceneggiatore statunitense (New Jersey)

## Rugbisti a 15(2)
- Kyle Godwin, rugbista a 15 australiano (Harare, n. 1992)
- Kyle Sinckler, rugbista a 15 britannico (Wandsworth, n. 1993)

## Sceneggiatori(1)
- Kyle Killen, sceneggiatore e produttore televisivo statunitense (Chicago)

## Sciatori alpini(4)
- Kyle Alexander, sciatore alpino canadese (North Vancouver, n. 1999)
- Kyle Blandford, sciatore alpino canadese (n. 2003)
- Kyle Negomir, sciatore alpino statunitense (n. 1998)
- Kyle Rasmussen, ex sciatore alpino statunitense (Sonora, n. 1968)

## Tennisti(1)
- Kyle Edmund, tennista britannico (Johannesburg, n. 1995)

## Tuffatori(1)
- Kyle Kothari, tuffatore britannico (n. 1998)

## Velocisti(1)
- Kyle Clemons, velocista statunitense (Jonesboro, n. 1990)

## Wrestler(1)
- Kyle O'Reilly, wrestler canadese (Delta, n. 1987)

## Senza attività specificata(1)
- Kyle Mack, ex snowboarder statunitense (Royal Oak, n. 1997)